# Albury
Albury (/ˈɔːlbəri/) és una ciutat regional important situada a Nova Gal·les del Sud, Austràlia. És travessada per l'autopista Hume, a la part nord del riu Murray. És la seu del govern local (ajuntament) que també té el mateix nom (ciutat d'Albury). Albury engloba onze barris i té una població urbana de 45.627 persones.
Està separada de la seva ciutat bessona a Victòria, Wodonga, pel riu Murray. Juntes, les dues ciutats formen un nucli urbà amb una població aproximada de 87.890 persones (dades del juny del 2014). Es troba a 462 quilòmetres de la capital estatal Sydney i a 326 quilòmetres de la capital de Victòria, Melbourne.
Es diu que el nom prové d'una ciutat anglesa, homònima, desenvolupada com una via de comunicació important entre Nova Gal·les del Sud i Victòria i es va proclamar com a ciutat el 1946.

## Geografia
Albury està situada per sobre de la plana del riu Murray, a la falda de la gran serralada divisòria. A l'aeroport, Albury té una alçada de 164 metres per sobre del nivell del mar.

### Clima
Albury té un clima temperat càlid, amb quatre estacions, hiverns temperats, i estius molt càlids o calorosos. A l'estiu, la temperatura màxima mitjana diària és d'uns 30 °C amb humitat baixa. Tanmateix, té molta amplitud tèrmica diària. Té una mitjana de 17 dies amb temperatures per sobre dels 35 °C que solen ser a l'estiu. Les temperatures màximes a l'hivern són de 14 °C, amb molts dies assolellats i nítids. Les gebrades són habituals a l'hivern, amb aproximadament 20 dies a l'any amb mínimes sota zero.
La mitjana de pluja anual a Albury és de 701,3 mil·límetres; és més elevada que a Melbourne, però menys que a Sydney. La pluja pot produir-se en qualsevol època de l'any, però l'època més plujosa és als mesos d'hivern, amb mitjanes altes al juliol de 82,3 mil·límetres, comparant-les amb les baixes pluges de març de 37,9 mil·límetres. Albury té un índex d'evaporació alt, donant a l'entorn un aspecte molt àrid comparat amb ciutats seques com Melbourne, fent que la ciutat gaudeixi d'una elevada quantitat de sol tot l'any. Albury aconsegueix al voltant 108 dies de cels clars anualment.

### Ciutat i barris

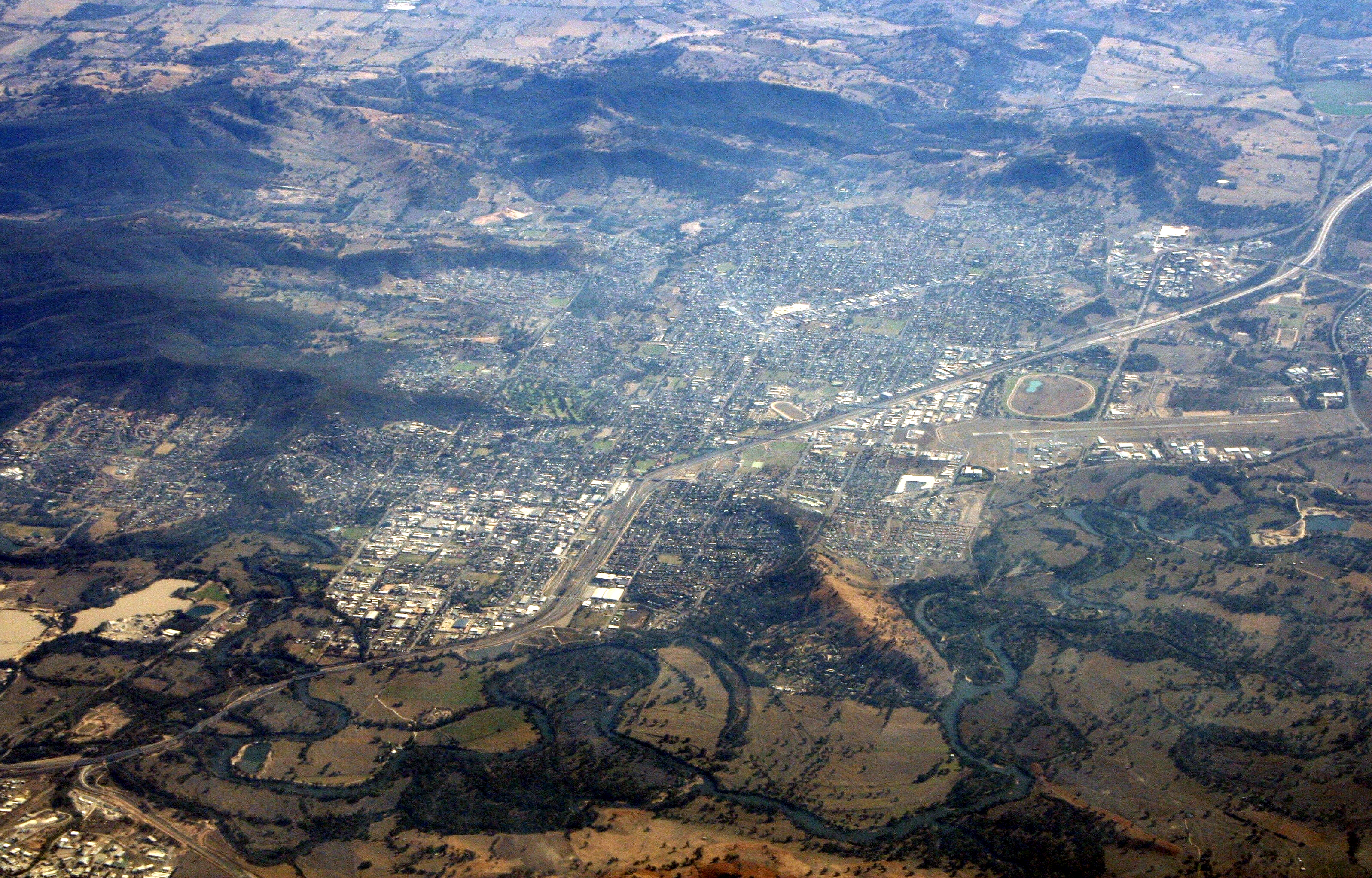
Vista aèria de la ciutat

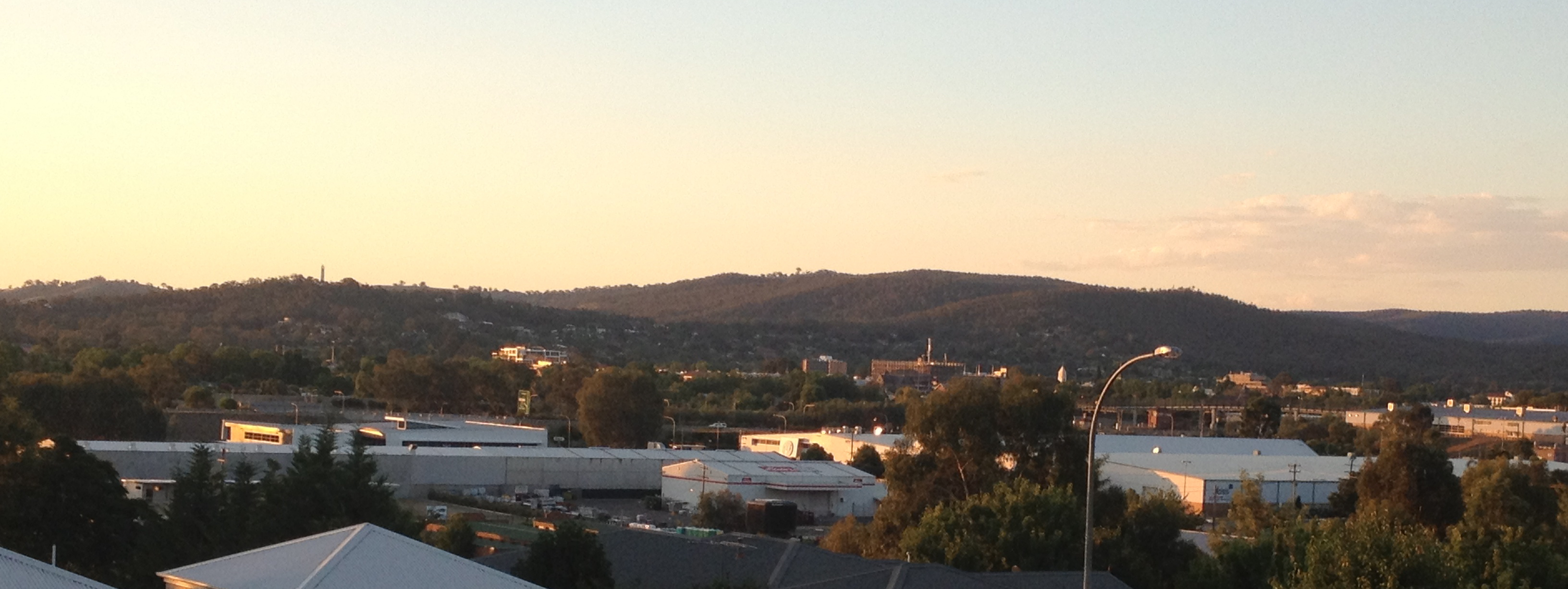
Horitzó d'Albury al capvespre

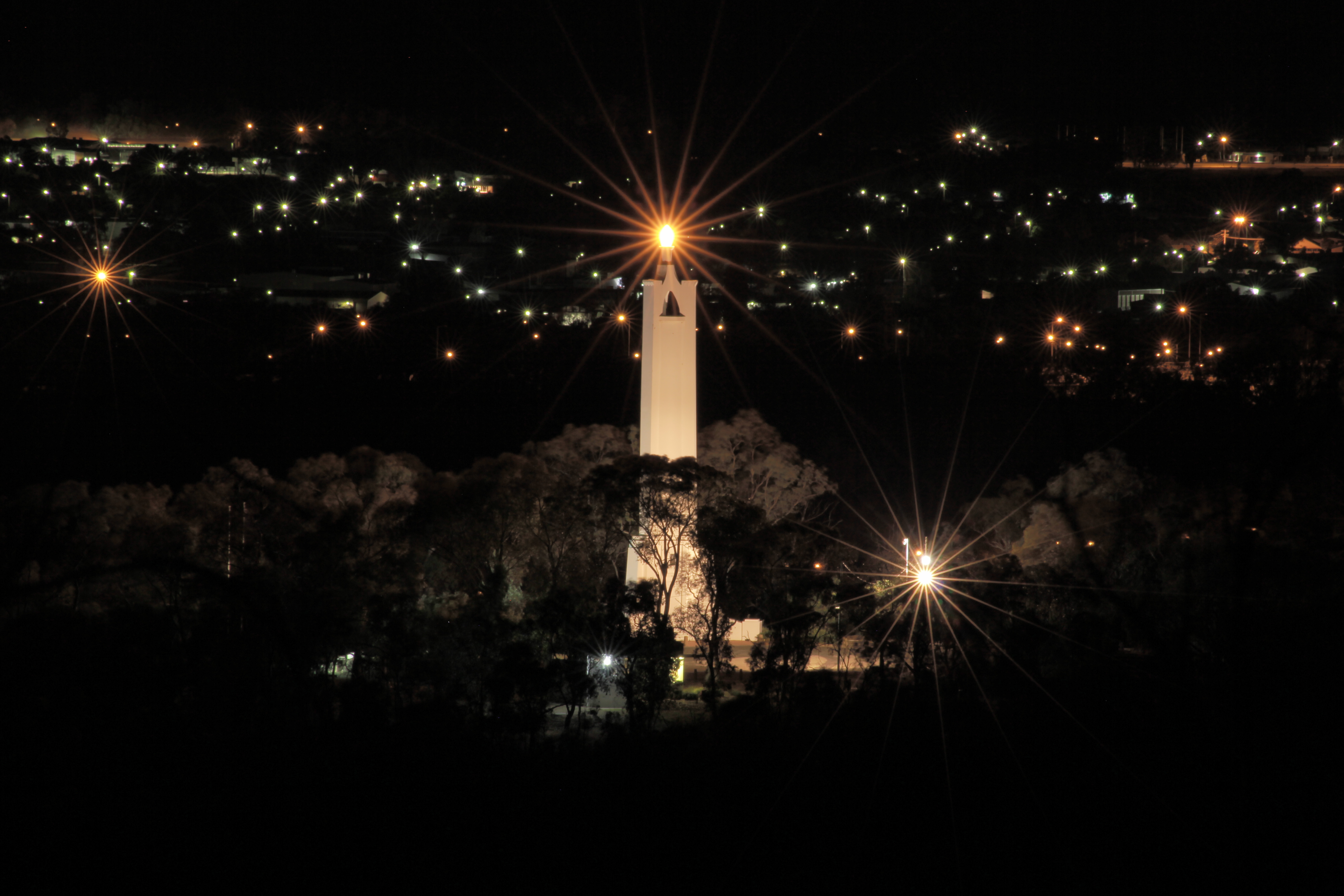
Monument en memòria de la guerra, de nit

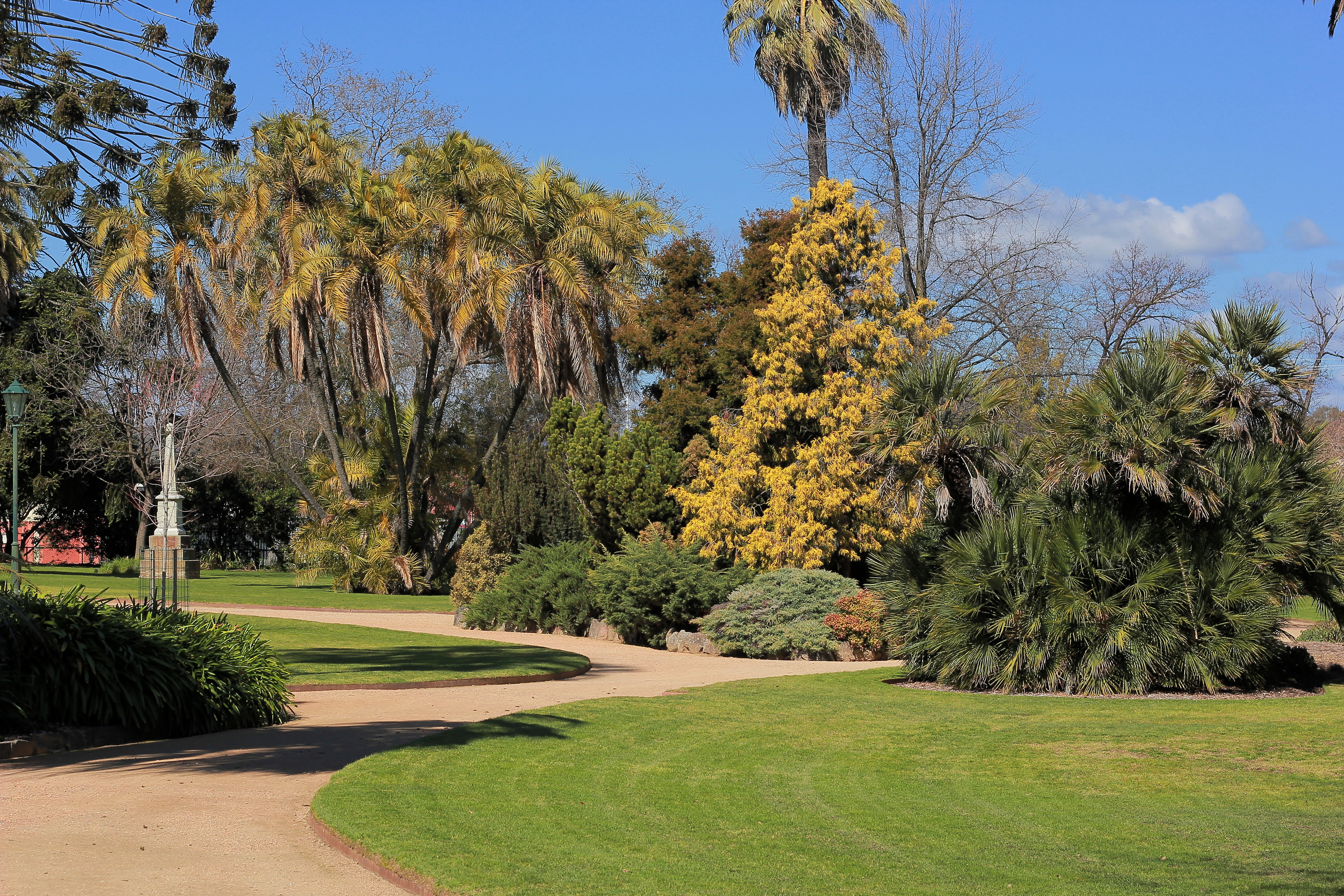
Jardins Botànics d'Albury

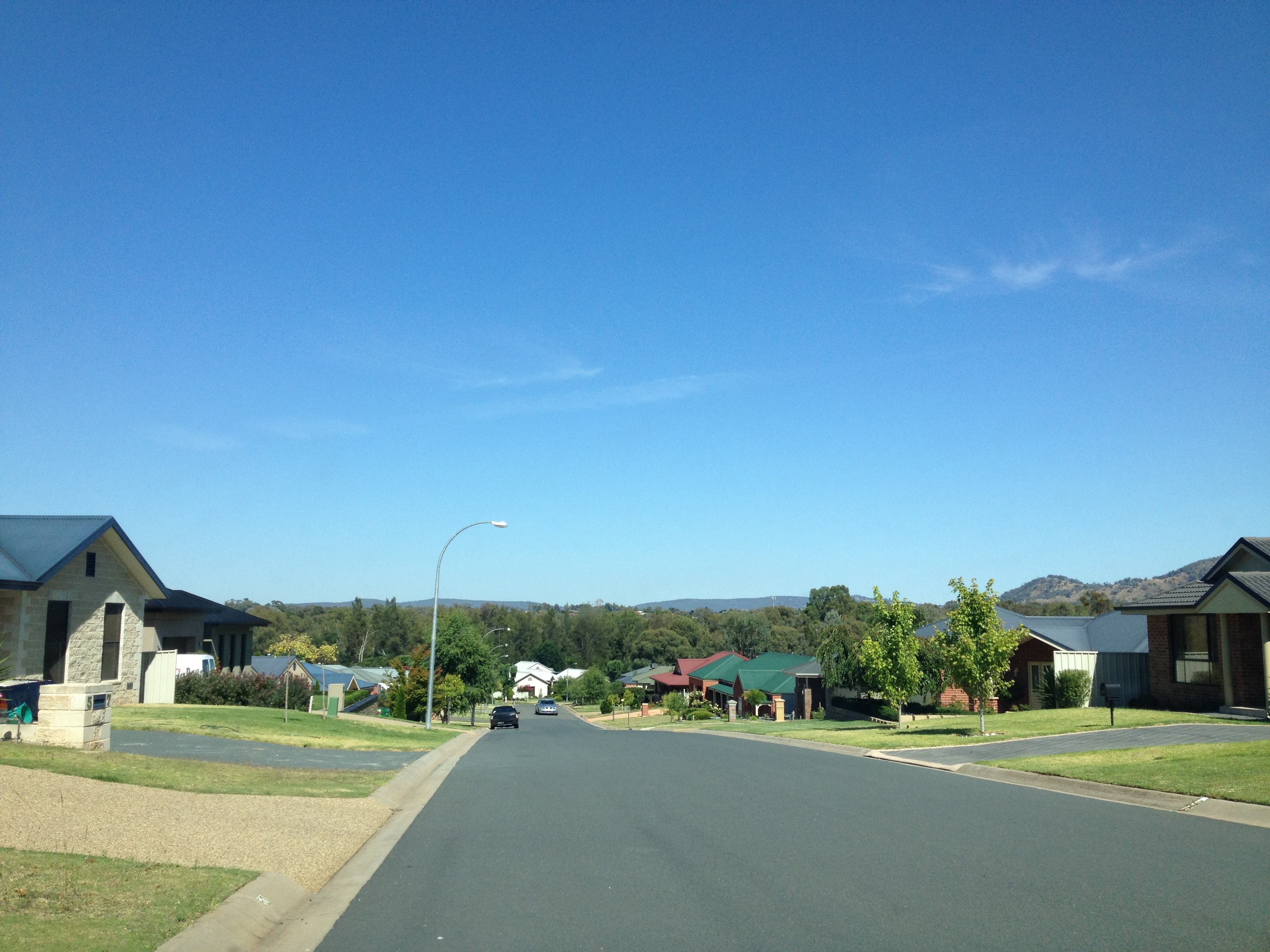
Típic carrer al barri de Thurgoona

La ciutat comprèn un bon nombre de barris, entre els quals destaquen: Central Albury, Forrest Hill, East Albury, South Albury, North Albury, Lavington i Thurgoona.
El Central Albury comprèn el districte empresarial central (CBD per les seves sigles en anglès Central Business District) i es troba entre la línia del ferrocarril, el riu Murray i el turó Monument Hill. Aquí es concentra molta activitat comercial, on el carrer Dean forma l'eix comercial principal i un districte d'oficines. Un recinte cultural es troba al centre a la plaça QE2, incloent el museu biblioteca d'Albury, la galeria d'Art Regional, el Centre d'Arts i de Convencions, i el conservatori Murray. En el mateix bloc es troba l'oficina de correus, la comissaria de policia, el palau de justícia, i l'església anglicana de Sant Matthew (que va ser reconstruïda després d'un incendi el 1990). Les oficines de l'ajuntament d'Albury estan situades al carrer Kiewa.
El barri de Forrest Hill es troba directament al nord-oest i cobreix el coll entre el turó Monument Hill i el turó Nail Can Hill. L'oest d'Albury és principalment una àrea residencial, però també hi ha el monument en memòria de la Primera Guerra Mundial (localment és coneguda com el Monument), el casal d'avis de Riverwood, l'hospital privat Albury-Wodonga (que es troba a la cantonada del carrer Pemberton i l'autovia Riverina), i la planta de tractament d'aigües residuals. Tot l'oest d'Albury va ser un cop aiguamolls i arbusts. L'única reminiscència d'aquest fet és el llac Horseshow al sud-est del barri, el qual va ser declarat refugi de fauna i flora pel NSW PARKS & Wildlife i es va incorporar als aiguamolls de Wonga. Al nord-oest de l'oest d'Albury hi ha el parc Pemberton.
El barri East Albury es troba a l'est de la línia del ferrocarril/autopista del CBD i les cases que ara cobreixen el turó oriental al costat de l'hospital Base Albury, mentre que la zona nord està coberta de zones verdes, habitatges i poca indústria i un centre comercial que inclou les botigues Harvey Norman i franquícies Spotlight, així com l'aeroport de la ciutat. La reserva de Mungabareena es troba al sud de l'aeroport de Murray i és considerada com un lloc cultural aborigen de gran significat. Mungabareena significa 'centre de converses' en la llengua wiradjuri.
El barri South Albury és una barreja d'àrees residencials i industrials, amb una zona inundable pel riu al sud de la línia del ferrocarril i l'autopista que encara es fa servir per al cultiu i la pastura. El 1990, es van fer treballs per mitigar els riscs d'inundacions i s'ha reduït el risc dramàticament en tota la zona.
El barri North Albury va ser un cop cobert per horts i vinyes, en la primera meitat del segle xx, mentre era un pantà on hi ha ara la Universitat James Fallon. Després de la Segona Guerra Mundial, la urbanització de l'àrea es va incrementar i la carretera Waugh es va ampliar des del carrer David a la intersecció de les "Cinc Vies" a la carretera de la Unió, la qual marca la frontera entre el North Albury i Lavington. La localització del Genroy és adjacent a l'Albury nord, oest de Bugambrawartha Creek, i la urbanització va ser desenvolupada allí a la dècada dels setanta, incloent-hi una comissió d'allotjament significativa, propietat de l'estat.
Lavington és el barri més gran de la ciutat, i l'únic barri que té el seu propi codi postal (2641; per contra, la resta d'Albury té el 2640). El barri va ser anomenat originàriament com a Black Range als voltants entre 1850 i 1860, i es va rebatejar com a Lavington el 1910. Al principi estava dins de les fronteres del comtat de Hume, però va ser absorbit per l'ajuntament de la ciutat d'Albury a la dècada dels cinquanta. Des de llavors, s'hi van anar ubicant noves urbanitzacions i comerços. Abans del 2007, l'autopista Hume creuava el barri pel nord-est, i la carretera Urana creuava el barri pel nord-oest des de la intersecció de les "Cinc Vies". El 2007, es va obrir una carretera de circumval·lació interna de l'autopista Hume, inicialment amb el nom formal de secció de l'autopista Hume, que va ser revertit al nom més usat de carretera Wagga. El barri de Lavington també inclou les localitats de Springdale Heights, vall d'Hamilton i parc de Norris. El cementiri de gespa d'Albury i el crematori es troben a l'extrem occidental de la carretera Unió.
El barri de Thurgoona, a l'est de Lavington, va ser establert com a nou barri residencial per l'Albury Wodonga Development Corporation el 1970. Sobre la dècada dels 90, s'hi va establir un nou campus de la Universitat Charles Sturt, així com una oficina del centre de recerca d'aigua dolça Murray Darling. En el barri també hi ha un important club de golf (anomenat Thurgoona Country Club Rest).
Algunes localitats perifèriques inclouen el barri de Splitters Creek, un petit barri residencial/comunitat agrícola a l'oest, Ettamogah, Bowna i Table Top al nord, i Wirlinka i el poble del llac Hume a l'est. Howlong (a 20 km a l'oest) i Jindera (a 16 km al nord) són les ciutats més properes a Albury, i actuen com a ciutats dormitori així com a centres de serveis per a la indústria rural local.
Les cases i els edificis es numeren utilitzant un sistema especial introduït el 1920. El centre de la ciutat, que es va definir a la intersecció dels carrers Dean i Olive, té el número 500, i totes les altres cases es numeren depenent de la ubicació d'aquest punt, si són del nord, sud, est o de l'oest del centre.

### Llac Hume

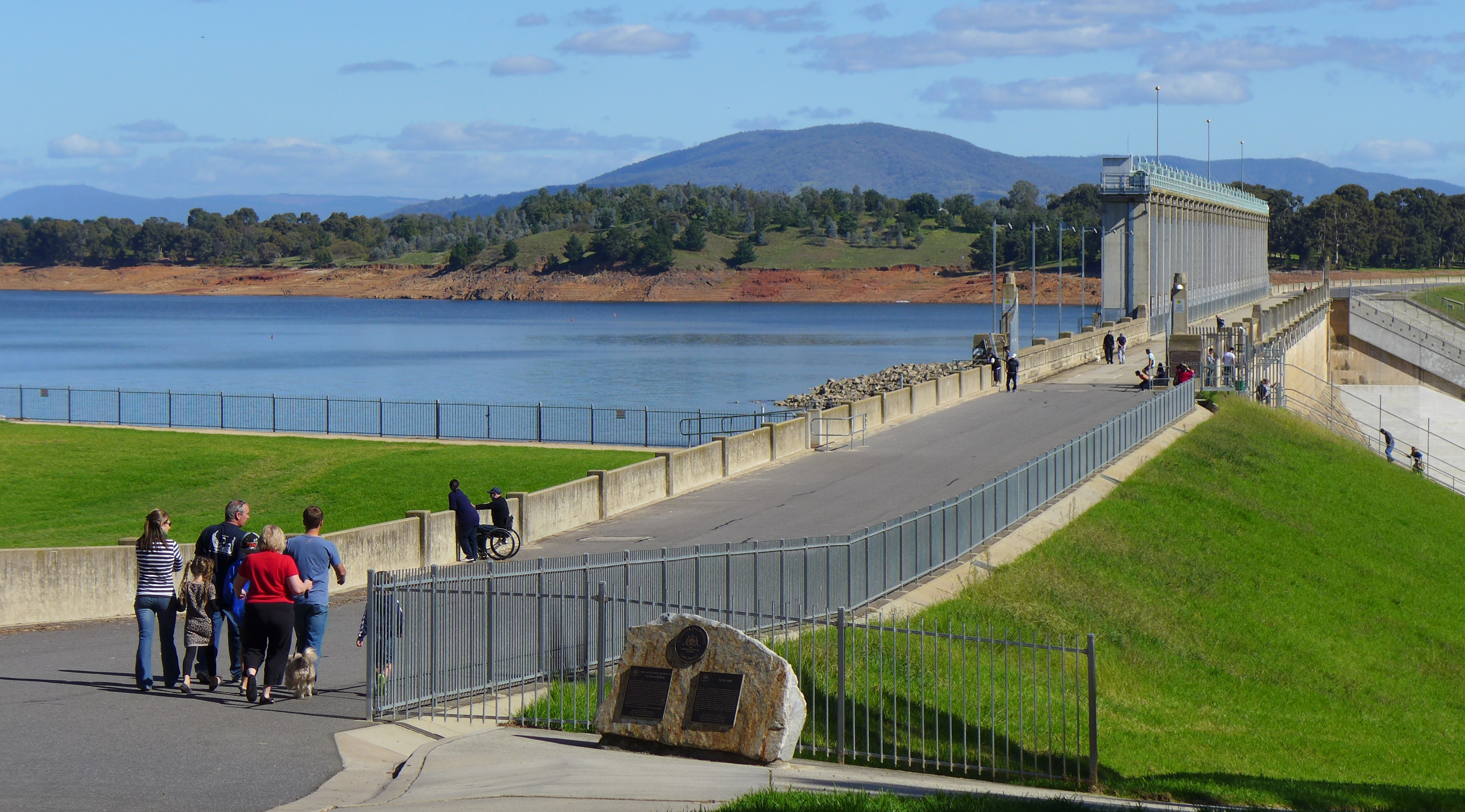
Presa del llac Hume

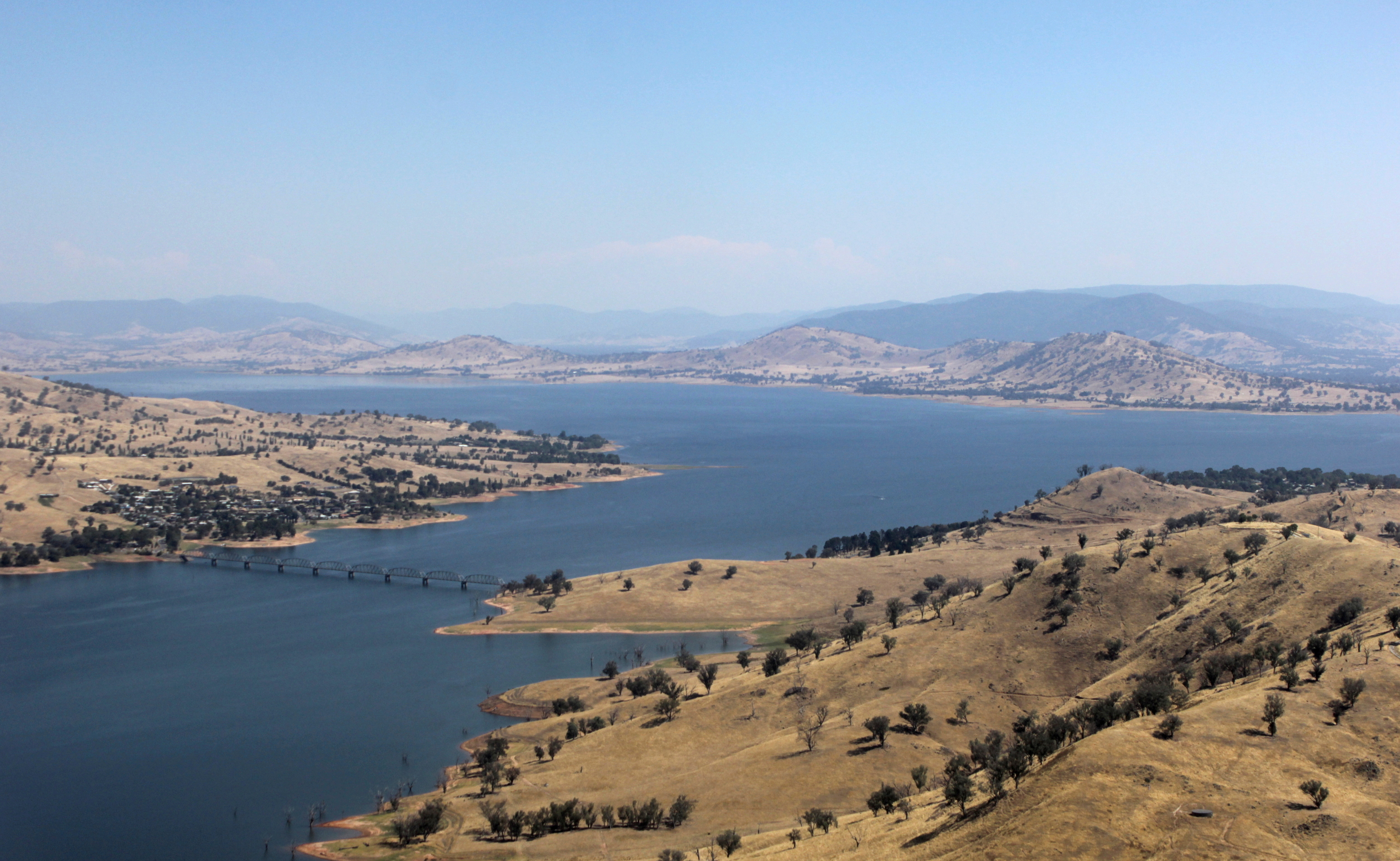
Llac Hume des de l'aire a l'estiu

El llac Hume està situat al llarg de 10 quilòmetres del riu Murray, aigües amunt des d'Albury. La construcció de la presa del llac Hume (col·loquialment anomenada el Weir pels seus habitants) va durar 17 anys, des del 1919 al 1936. Una planta hidroelèctrica subministra 60 MW de potència al sistema estatal. Quan el llac es troba a la seva màxima capacitat, cobreix 80 km².
El llac va ser creat amb la finalitat de poder regar i ha causat canvis significatius en el cabal i l'ecologia del riu Murray. Abans de la construcció de la presa, el cabal en els anys sense sequera era baix a l'estiu i a la tardor (encara que en general continua sent significatiu), i augmentava a l'hivern a causa de la pluja estacional, el desgel de la neu i l'aigua aportada pels afluents, provocant inundacions a la primavera. El cabal ara està invertit, amb un cabal baix i sostingut a l'hivern, i un cabal relativament elevat al final de la primavera, estiu i principis de la tardor per l'alta demanda del regadiu de la zona, encara que les inundacions de la primavera han estat virtualment eliminades. L'aigua alliberada de la base del Hume Weir és artificialment freda. Aquesta inversió del cabal, la baixa temperatura i la desaparició de les inundacions de la primavera han donat lloc a la dessecació i la pèrdua de molts aiguamolls i han perjudicat les poblacions de peixos natius del riu Murray, com ara l'icònic bacallà Murray.

## Història

### Exploració europea
Els exploradors Hamilton Hume i William Hovell (expedició de Hume i Hovell) van arribar al punt que els seus mapes anomenaven punt d'Encreuament, però que ara és conegut com el riu Murray a Albury, el 16 de novembre de 1824. Van anomenar el riu Hume, després que el pare de Hume, l'endemà fes una inscripció en un arbre a la vora del riu abans de continuar el viatge cap al sud, a Westernport, a Victòria. El 1830, l'explorador i capità Charles Sturt va descobrir el riu Hume, i riu avall al seu encreuament amb el riu Murrumbidgee. No es va adonar que era el mateix riu i el va anomenar riu Murray. Durant un temps, es van usar tots dos noms, però Hume va anar caient en desús eventualment en favor de Murray. El nom aborigen pel riu és Millewa. Un lloc d'encreuament per al Murray va començar a ser popular, i va ser proper al lloc on Hovell va fer la inscripció a l'arbre. A l'estiu, normalment és possible travessar el riu caminant.

### Assentament europeu
Entre els primers pobladors que van seguir els passos dels exploradors i van assentar-se en el districte, hi va haver William Wyse i Charles Ebden.
Els primers edificis europeus que es van aixecar al lloc d'encreuament van ser una botiga de provisions i algunes cabanes petites. Es va encarregar un estudi de topografia de la ciutat el 1838 a l'ajudant del topògraf Thomas Townsend, que va traçar el lloc de Woodonga (l'actual ubicació de Wodoonga) a l'extrem oest, el carrer Hume al límit nord, el carrer Kiewa a l'est, i Nurigong al sud, amb el carrer Tornsend com a únic carrer que creuava de nord a sud, i els carrers Ebden i Hovell eren els únics en les altres direccions est-oest. Townsend va proposar el nom de Bungambrewatha com a nom del poble, que era el nom aborigen per a l'àrea, però quan el seu pla va ser finalment aprovat i publicat en el Butlletí Oficial del Govern el 13 d'abril de 1839, el nom havia estat canviat a Albury.
Es va posar el nom d'Albury per la semblança amb la vila d'Albury, que hi ha a Kent, Anglaterra.